# Лій

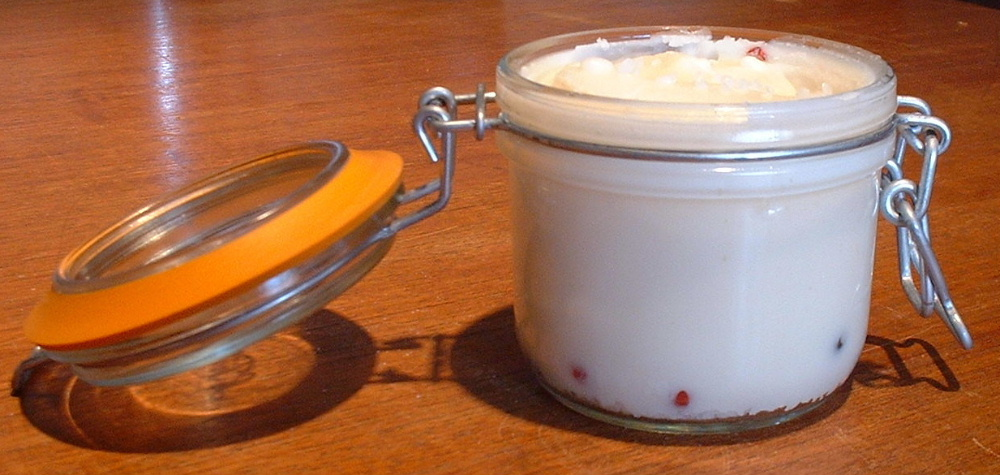
Волячий лій у слоїку

Лій (від лити) — топлений жир рогатої худоби. Речовина білого кольору, без специфічного запаху. Температура топлення складає 40-48 °C, ефірне число 190–200, йодне число 30–50. До складу лою входять головно гліцериди пальмітинової, стеаринової і олеїнової кислот. Отримують лій плавленням жирової тканини мокрим (безпосереднє нагрівання водною парою) або сухим (мембранне нагрівання водною парою) методом.
Вживається разом з іншими жирами, найчастіше з технічним риб'ячим жиром, для змащування шкір, дублених за допомогою танінів. Використовується і для виготовлення солодкої випічки, деяких маргаринів, іноді листкового тіста.
У минулому лій широко застосовувався для освітлення: у каганцях, для виробництва свічок (нижчої якості, ніж воскові, але дешевших), а також для змащування частин машин і механізмів (використовується досі в ліфтах Ейфелевої вежі).

## Прислів'я
- Лій топити — мордувати, знущатися
- Мати лій в голові — бути розумним
- Підливати лою у вогонь — підбурювати, сердити
- Ні лій, ні масло — те саме, що «ні риба, ні м'ясо»; хто не має яскравих індивідуальних відмінних рис, тобто безхарактерна, пересічна людина.

## Інше
Лоєм також називають шкірне сало — жирову речовину, що виділяється залозами шкіри людини.